# Chasydyzm polski

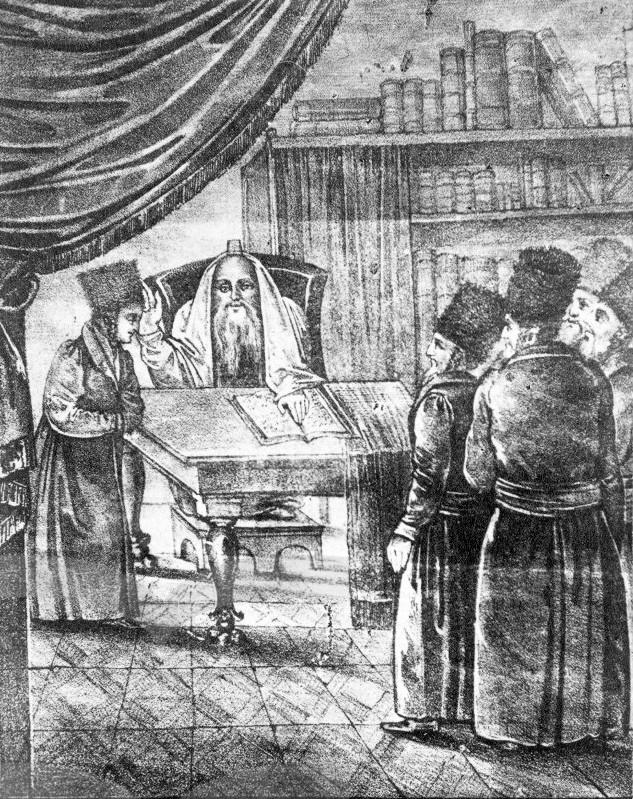
Isroel Hopsztajn – jeden z przywódców chasydyzmu w Polsce

Chasydyzm polski – odmiana chasydyzmu, powszechnie i potocznie zwana po prostu chasydyzmem. Jest znana najszerzej, między innymi dlatego, że rozwija się do dziś. Mimo że dzisiejszy chasydyzm jest wynikiem kilkuwiekowej ewolucji, to w prostej linii jest spadkobiercą ruchu powstałego w XVIII wieku.

## Atmosfera narodzin ruchu
Na przełomie XVII i XVIII wieku, w okresie wojen północnych i powstań kozackich, bezustannych przemarszów wojsk, oblegania miast i krwawych utarczek (por. hajdamaczyzna), zaistniała szczególnie trudna sytuacja polityczno-ekonomiczna. Wśród ludności wschodniej części Rzeczypospolitej pociągała za sobą nędzę i poczucie stałego zagrożenia. Sprzyjało to radykalizacji postaw. Ludność żydowska odchodziła od ortodoksji. Wzrosło zainteresowanie mistyką. Popularność zdobywały ruchy mesjanistyczne i nauki kabalistyczne wywodzące się jeszcze ze średniowiecza.
Wyodrębnienie się chasydyzmu w swej klasycznej formie poprzedziło objawienie się Mesjasza Szabetaja Cewiego w 1665 roku i powstanie sabataizmu. Później wyodrębniła się częściowo inspirowana sabataizmem kontrtalmudyczna sekta prochrześcijańska, frankizm, którą założył wyrosły w sabatajskim środowisku Jakub Lejbowicz Frank. Zarówno frankizm, jak i sabataizm nie zagroziły poważnie ortodoksji żydowskiej.

## Powstanie chasydyzmu
Na taki grunt trafiły nauki jednego z wędrownych kaznodziejów, Izraela Ben Eliezera, znanego szerzej jako Baal Szem Tow (ur. 1700, zm. 1760). Działał on głównie na Podolu, gdzie z czasem osiedlił się w miasteczku – Międzybóż. BeSzT był zauroczony żydowskim mistycyzmem (kabałą), ale w swoich poglądach nie lekceważył tradycji talmudycznej. Jego nauka była próbą syntezy tradycjonalizmu żydowskiego z mistycyzmem, wyrażoną prostym językiem i wymierzoną w ortodoksję żydowską, jej skostnienie i formalizm.
BeSzT uważał za zbędne pośrednictwo rabinów w kontaktach z Bogiem i zagłębianie się w tajniki i zawiłości Talmudu. Spotkał się przez to z ostrą krytyką ortodoksów. Głosił zwalczanie zła nie złem, ale dobrem, które należy dostrzec jako aspekt pewnego rodzaju boskości i sprowadzenia go następnie ku dobru. W myśl tego każdy mógł liczyć na oczyszczenie i nagrodę, gdyż człowiek (a w zasadzie jego dusza) jest złączony z Bogiem miłością (hebr. dewekut – „przylgnięcie”, „zespolenie się”). Złączenie się z Bogiem było osią intelektualną chasydyzmu. BeSzT nauczał, że Boga należy chwalić nie poprzez umartwianie się i ascezę, ale poprzez mądre i radosne korzystanie z życia i darów, jakie z sobą niesie. Pobożność w tym ujęciu była afirmacją życia. Wynikała stąd niespotykana na taką skalę forma czczenia Boga poprzez taniec i śpiew, a także, charakterystyczna dla chasydów, forma modlitwy ekstatycznej prowadzącej do stanu radosnego uniesienia i zachwytu (hebr. hitlahawut – „entuzjazm”). Taka modlitwa powinna człowiekowi przynieść radość i pogodę ducha, co oznaczało zespalanie się z Bogiem. Nie wykluczało to kontemplacji i nieustannej służby Bogu, która wypełniała całe życie chasyda. W nauce BeSzTa dostrzec można echa panteizmu chasydów nadreńskich, gdyż podobnie jak oni starał się dostrzec wszechobecność Boga w każdym aspekcie życia. Dzieło Beszta kontynuował jego uczeń i główny teoretyk chasydyzmu, Dow Ber z Międzyrzecza, zwany także Wielkim Maggidem.
W niektórych kwestiach Dow-Ber różnił się od swego poprzednika i skierował chasydyzm na tory doktryny luriańskiej, czyli nauki kabalistycznej w ujęciu Izaaka Lurji, która głosiła m.in. teorię „boskich okruchów” (iskier), które człowiek powinien podnosić poprzez swoje czyny moralne, dążąc w ten sposób do ułożenia „boskiego porządku” (hebr. tikun). Dow Ber uwypuklił, w oparciu o kabałę i naukę BeSzTa, znaczenie roli cadyka („sprawiedliwego”). Cadyk był kimś w rodzaju „nad-chasyda” i wybrańcem Boga. Jego doskonałość nie miała wynikać ani z urodzenia, ani z pozycji społecznej, ale z jego osobistego talentu, który przyciągał wiernych. Cadyk mógł uporać się z nędzą świata i osiągnąć harmonię w dualistycznie pojmowanej koncepcji dobra i zła, które koegzystowały obok siebie jako wyraz boskiej wielości. Do określenia roli i pozycji cadyka przyczynił się Elimelech z Leżajska (1717–1787), a jednym z bardziej znaczących kontynuatorów BeSzTa był też Jakub Józef ha-Cohen z Połonnego (zm. 1769).
Atutem chasydyzmu była jego prostota i radosny odbiór świata, niestawiający barier i wymogów, takich jak asceza czy pokuta. Idee radości, braterstwa i miłości stanowiły osłodę w tak trudnym dla Żydów kresowych okresie dziejów. Chasydyzm oscylował między oczekiwaniem na koniec świata, a wygodnym urządzeniem sobie życia w atmosferze radosnej egzaltacji, przy jednoczesnym uwolnieniu się od surowych norm narzucanych przez tradycyjny judaizm rabiniczny. W ogólnym ujęciu chasydyzm dążył do poprawy losu i stworzenia lepszych warunków życia w lokalnej społeczności.
W chasydyzmie, przynajmniej jeśli chodzi o jego wczesne stadium, dużą rolę odgrywały kobiety. Mogły one bardziej aktywnie uczestniczyć w życiu religijnym i społecznym ruchu, a także uczestniczyły we wspólnym tańcu.

## Dalszy rozwój w XVIII wieku
Rozwojowi chasydyzmu sprzyjało rozproszenie osadnictwa żydowskiego, co powodowało osłabienie autorytetu tradycyjnych centrów rabinackich. To zjawisko wynikało z kolei z ogólnego osłabienia samorządu żydowskiego, zwłaszcza po 1764 roku. Wtedy w wyniku ostrego kryzysu ekonomicznego wśród Żydów w Rzeczypospolitej zniesiono żydowski Sejm Czterech Ziem – Waad arba aracot (hebr.). Choć król Stefan Batory ustanowił go w 1580 roku głównie w celach fiskalnych, to de facto pełnił on rolę głównego organu samorządu żydowskiego w Rzeczypospolitej.
Kryzys struktury organizacyjnej sprzyjał wzrostowi znaczenia autonomicznych wspólnot chasydzkich zgrupowanych wokół cadyków. Stopniowo zaczął się wyodrębniać odrębny obrządek oparty na praktyce sefardyjskiej (w odróżnieniu od miejscowego aszkenazyjskiego). Zaczęły powstawać chasydzkie domy modlitwy – klojzy. W przeciwieństwie do średniowiecznego chasydyzmu elitarnego, nowożytny polski chasydyzm, zaczął się rozszerzać głównie wśród ubogich warstw ludności, przyjmując charakter ruchu ludowego o coraz szerszym zasięgu terytorialnym.
Z Wołynia i Podola, gdzie chasydyzmowi przewodzili Lewi Izaak z Berdyczowa oraz Nachman z Bracławia, przeszedł stopniowo na Litwę, gdzie dużą rolę odgrywał Szneur Zalman z Ladów, a następnie przesunął się do środkowej Polski, gdzie przywódcami byli: wspomniany już wcześniej Elimelech z Leżajska, Jakub Izaak Horowic, zw. Widzącym z Lublina czy Jakub Izaak z Przysuchy (Jakub Izaak Rabinowicz).

## Konflikt z ortodoksją
Sytuacja taka wywołała ostry kryzys w łonie judaizmu na terenie Rzeczypospolitej, gdyż chasydyzm stanął na drodze tradycyjnemu judaizmowi rabinicznemu (zwanemu przez chasydów mitnagdim – „przeciwnicy”). Coraz szerszy zasięg terytorialny chasydyzmu, zupełnie nowy styl życia i modłów oraz nieco swobodniejsze podejście do spraw wiary (m.in. poprzez realizację hasła, że „Bogu należy służyć w radości”) nie podobały się rygorystom rabinackim. Rozpoczęła się walka tradycjonalistów z chasydami, w której nie przebierano w środkach.
Szczególnie ostre formy walki występowały na obszarze Wielkiego Księstwa Litewskiego, gdzie Wilno („Jerozolima Północy”) było bastionem uczonych rabinów reprezentujących tradycyjny judaizm. Przedstawiciele judaizmu rabinackiego zarzucali chasydom m.in. herezję, zaniedbywanie studiowania Tory i Talmudu, kult cadyków, niszczenie instytucji rodziny, nieprzystojną formę podczas modlitw przejawiającą się poprzez taniec i krzyki itp. Wielokrotnie obłożono ich klątwami (1772, 1781, 1785 i 1796). Rozpędzano zgromadzenia chasydów, palono ich pisma i zamykano klojzy. Podjęte akcje nie przyniosły pożądanego skutku – osłabienia wpływów chasydyzmu.
Z drugiej strony chasydyzm miał wrogów nie tylko w obozie ortodoksyjnego judaizmu rabinackiego. Zwalczali go również, choć nie tak radykalnie, zwolennicy idei oświeceniowych, np. Mendel Satanower (Menahem Mendel Lefin ur. 1750, zm. 1832), który był zwolennikiem radykalnej reformy oświaty i poprawy losu żydowskich mas. Jego zdaniem chasydzi utrzymywali lud w stanie ubezwłasnowolnienia.
Mimo tych ataków chasydyzm w dalszym ciągu prężnie się rozwijał. Szneor Zalman ben Baruch (Szneur Zalman z Ladów ur. 1745, zm. 1812) próbował nadać ruchowi bardziej racjonalny aspekt i gruntowniejsze podstawy intelektualne. Ta próba odnowy chasydyzmu spowodowała wyodrębnienie się w nim odłamu zwanego Chabadem. Zalman padł jednak ofiarą ortodoksów żydowskich, którzy wydali go carskiej policji (1797). Zaogniło to stosunki między rabinami a chasydami na terenach zaboru rosyjskiego, a sam Zalman zyskał status męczennika.

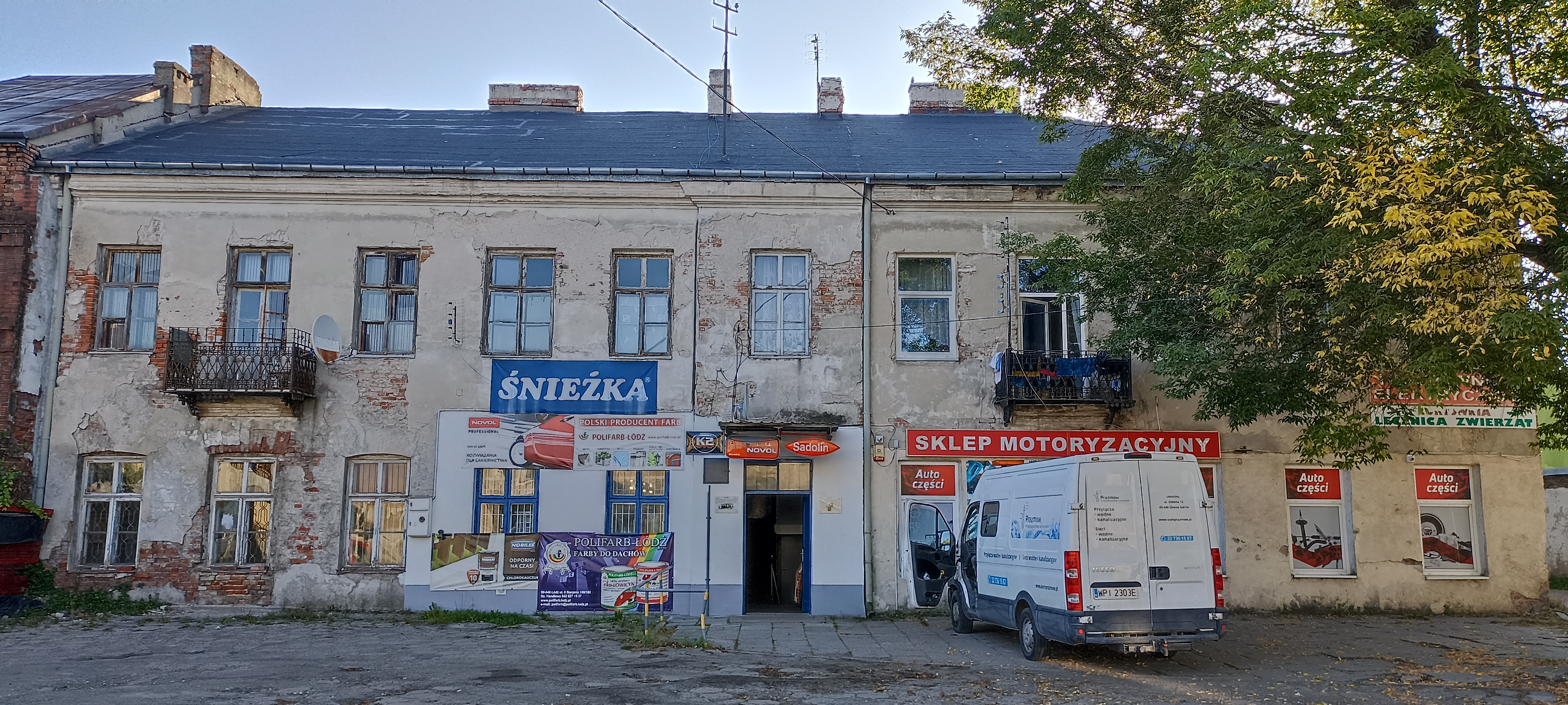
Dwór Cadyka w Górze Kalwarii, 2023

W XIX w. wpływy Chabadu w chasydyzmie zyskały przewagę na terenie Polski i Litwy, a na wschodzie chasydyzm skłaniał się bardziej ku mistycyzmowi. Na przełomie XVIII i XIX w. umocniła się pozycja cadyka we wspólnocie, ponieważ uregulowano kwestię sukcesji, czyniąc z niego funkcję dziedziczną. To z kolei wzmocniło i skonsolidowało same wspólnoty, które od tej pory stały się stabilnymi ośrodkami wokół powstających dynastii cadyków, m.in. w Międzybożu, Bełzie, Przysusze, Kocku, Aleksandrowie Łódzkim (z dynastią Danzigerów; wyznawcy zwani popularnie „aleksanderami”) i w Górze Kalwarii (z rodem Alterów na czele; wyznawcy zwani popularnie „gerer”, od żydowskiej nazwy Góry Kalwarii).
Poszczególne ośrodki praktycznie nie utrzymywały ze sobą ściślejszych kontaktów. Jak napisała Eva Libitzky choć „gerowie” nastawieni byli bardziej intelektualnie, a „aleksanderowie” skłaniali się ku mistycyzmowi, pod względem ubioru, zachowania, modlitw i poglądów byli tak podobni, że mało kto, patrząc z zewnątrz, mógłby ich odróżnić. Ale dla nas, różnica była kolosalna – rebe z Aleksandrowa to oszust i nieuk, nie można ufać ani jemu, ani jego otumanionym zwolennikom, lepiej trzymać się od nich z daleka. Nasz rebe wprost przeciwnie: był prorokiem, który czyni cuda a jego obecność promieniała boskością. W żydowskie święta wiele tysięcy chasydów, w tej liczbie mój ojciec i brat, zapełniało tłumnie małe Ger [Górę Kalwarię], nocując u miejscowych lub w pensjonatach po dziesięciu w pokoju (....).
Wokół poszczególnych dynastów cadyckich zaczęły rozwijać się niezależne sądy, szkoły i instytucje religijne. Doprowadzało to do sytuacji, że pewne kręgi chasydyzmu ulegały przemianom w kierunku centralizacji wokół lokalnych dynastów cadyków cudotwórców, a to z kolei pociągało za sobą pewne skostnienia jego form w ściśle hierarchicznych instytucjach.

## Chasydyzm w trakcie rozbiorów
Chasydyzm był od samego początku ruchem zdecentralizowanym i różnorodnym, a dalsze pogłębienie różnic w łonie ruchu przyniosły rozbiory. Jego losy były odmienne w poszczególnych zaborach.
W zaborze rosyjskim judaizm rabiniczny (mający tam właśnie najsilniejsze swoje ośrodki) w dalszym ciągu zwalczał chasydyzm. Konflikt trwał tam do 1804, kiedy to władze rosyjskie zezwoliły na indywidualny rozwój ugrupowaniom żydowskim.
Inna sytuacja była w zaborze austriackim, gdzie wobec poparcia, jakiego władze udzielały Haskali, chasydzi i ortodoksi wspólnie zwalczali oświeceniowe tendencje w łonie judaizmu. Doszło nawet do tego, że pierwsze pismo chasydzkie opublikowane w tym zaborze, „Noam Elimelech” (1787) posiadało aprobatę rabinacką.
Z kolei na terenie zaboru pruskiego rozwój chasydyzmu został w znacznym stopniu ograniczony przez władze pruskie, które przychylnie nastawione były do zamożnych Żydów i do Haskali (która swoje centrum miała w Berlinie).
Apogeum rozwoju chasydyzmu nastąpiło mniej więcej w połowie XIX wieku, kiedy to liczba zwolenników sięgnęła ok. 5 mln i nastąpił rozkwit poszczególnych dynastii cadyków. Ruch chasydyzmu przede wszystkim skoncentrował się we wschodniej części dawnej Rzeczypospolitej, a zwłaszcza w Galicji i na Bukowinie, gdzie chasydzi stanowili większość Żydów. Chasydyzm miał też dużo zwolenników w zaborze rosyjskim, a najmniejsze w pruskim.
Stopniowo malał opór judaizmu rabinackiego wobec chasydyzmu. Przyczynił się do tego m.in. fakt, że ortodoksi szukali sojusznika w walce przeciw reformatorskim ruchom nowych czasów. W gruncie rzeczy chasydyzm zaczynał być akceptowany przez coraz większą liczbę uczonych talmudystów i rabinów. Dochodzili oni do wniosku, że chasydyzm w zasadzie nie zrywał z tradycyjnym kultem, ani nie obalał przepisów wiary, lecz jedynie co niektóre z nich upraszczał, zachowując podstawowe zwyczaje. Nigdy jednak do końca nie zaakceptowali chasydzkich praktyk religijnych. Chasydyzm tak naprawdę nigdy nie był ruchem antyjudaistycznym, ani wywrotowym, bo bardziej koncentrował się na zmianie form zewnętrznych i praktyk kultowych. Przez to w momencie pojawienia się ruchów laicyzacyjnych i modernizacyjnych, z ugrupowania wyzwolicielskiego na początku, zmienił się w strażnika tradycji i ortodoksji.

## Od I wojny światowej do dziś
I wojna światowa przyniosła chasydyzmowi dezintegrację i rozproszenie m.in. w wyniku zmian politycznych, jakie nastąpiły po wojnie, kiedy to granice państw znacznie się pozmieniały. Wtedy też dużo zwolenników chasydyzmu wyemigrowało do USA, dając tam początek dalszej egzystencji w innych warunkach. W ZSRR chasydyzm został w zasadzie wyeliminowany. Funkcjonował na terenie II RP, ale tylko do czasów II wojny światowej, kiedy to w efekcie Holocaustu całkowicie zniknął z terenów Europy Środkowo-Wschodniej.
Po II wojnie światowej chasydyzm rozwijał się (i rozwija się nadal) głównie na terenach USA i w Izraelu, stając się symbolem skrajnej ortodoksji.

## Chasydyzm w literaturze
- Isaac Bashevis Singer
- Izrael Jehoszua Singer
- Icchok Lejb Perec